# Cristo (cacique)
Cristóbal Carrilán, conocido como Cristo, fue un cacique borogano de origen probablemente chileno, que se destacó por su actuación en la Argentina en el período de la Organización Nacional de este último país.
Era un capitanejo menor, que se salvó de la «masacre de Masallé» en 1834, que terminó con el poderío de los boroganos e inició el del gran cacique Calfucurá. Se refugió junto al Fuerte 25 de Mayo, junto a Ignacio Coliqueo. En esa época hubo dos caciques hermanos llamados Cristo, seudónimo al que le agregaron respectivamente los nombres de Manuel y José; este último fue el que alcanzó notoriedad, y con el tiempo llegó a reunir algunos centenares de indios de lanza.
Después de la batalla de Caseros tomó partido por Calfucurá y por los federales del presidente Justo José de Urquiza, especialmente siguiendo a Hilario Lagos y Pedro Rosas y Belgrano. El comandante del fuerte de Cruz de Guerra lo convenció de que iba a ser arrestado por el gobierno, por lo que Cristo y algunos de sus guerreros se retiraron hacia Guaminí. Pero cometió la imprudencia de dejar a su familia y la de sus lanceros en las cercanías de 25 de Mayo, de resultas de lo cual éstas fueron secuestradas y llevadas en situación de casi esclavitud a Palermo, donde muchas de las mujeres fueron violadas.
De modo que Cristo se convirtió en un cacique muy agresivo, que maloneaba continuamente y secuestraba familias blancas, para negociar por la suya. Como respuesta, lo amenazaron con masacrar a sus familias. También negoció con los blancos y se presentó en Azul afirmando que se quedaría allí con sus hombres como «indios amigos» si se le devolvían las familias. También viajó a Paraná a pedir la intercesión del presidente Urquiza, que intercedió incesantemente ante las autoridades del Estado de Buenos Aires.
Siempre en busca de la libertad de su familia, participó en la batalla de Pigüé de 1858 y en la batalla de Cepeda (1859), tras la cual ocupó el fuerte Cruz de Guerra en Veinticinco de Mayo. Poco después debió retirarse a Rosario, pero en ese momento alcanzó a negociar con el gobernador Bartolomé Mitre la libertad de sus familias: averiguó que habían sido repartidos como ganado, o quizá como esclavos, en varias estancias de las cercanías de Buenos Aires.
Algún tiempo más tarde, ya en 1861, las relaciones entre Buenos Aires y la Confederación volvieron a romperse, y Cristo volvió a atacar a los porteños. Mientras tanto, Ignacio Coliqueo y Manuel Baigorria se pasaron al bando de Buenos Aires y participaron en la batalla de Pavón, que significó la caída de la Confederación. Mientras Coliqueo trataba de convencer a Mitre de devolverle las familias a Cristo, el gobernador ignoraba sus mensajes.
Durante los años siguientes, Cristo perdió mucha influencia, especialmente a manos de Mariano Rosas, cacique general de los ranqueles. Su hermano Manuel Cristo fue sargento de una compañía de «indios amigos» entre 1866 y 1870. Todavía tenía algún poder en la época de la muerte de Calfucurá, ya que estuvo en el parlamento del 3 de junio de 1873, que resolvió sobre su herencia. Pero ya no era un cacique principal: firmó en el puesto número 40. De allí en adelante, nada se sabe de él.